# Missanello
Missanello è un comune italiano di 470 abitanti della provincia di Potenza in Basilicata.
Confina con i comuni di Aliano, Guardia Perticara, Gorgoglione, Gallicchio e Roccanova.

## Geografia fisica
Sorge a 604 m s.l.m. nella parte centro-meridionale della provincia, nella media Val d'Agri.

## Origini del nome
Secondo alcuni il nome deriverebbe dal feudatario medievale Mesnellus; secondo altri discenderebbe dalla sua posizione di difesa militare, caratterizzata da viuzze arroccate: meisos eillon, "stretto nel mezzo".

## Storia

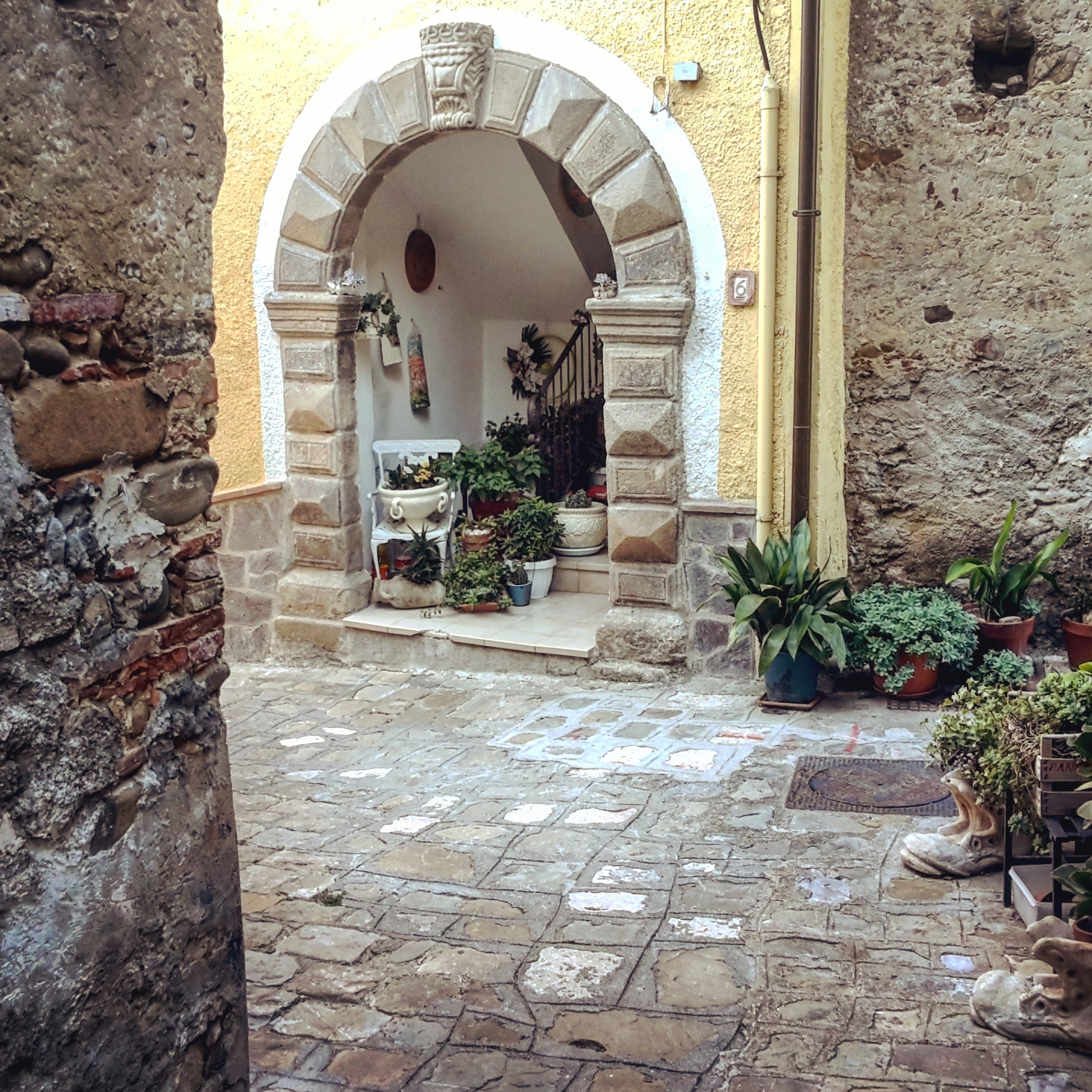
Missanello (PZ)

I primi cenni delle origini del borgo si trovano nella Vita di San Vitale, abate basiliano dove viene riportato che il Santo nel 968 d.C. «…passò di poi al monte di S. Elia, detto Missanello». Nello stesso anno la diocesi di Tricarico passa dal rito greco al rito latino e tra le parrocchie viene citata anche quella di Missanello.
Partecipò ai moti risorgimentali e alcuni patrioti missanellesi sono citati dallo storico Tommaso Pedio: Paolo Ciruzzi, Rocco Spina, Giuseppe Alianelli, Giuseppe Arcuri.

### Simboli
Lo stemma comunale e il gonfalone sono stati concessi con decreto del presidente della Repubblica del 22 luglio 1991. Lo stemma è descritto nello statuto comunale «formato da 5 losanghe d'argento verticali accollate in croce su sfondo azzurro, ornato a destra da un ramoscello di quercia, a sinistra da un ramoscello di alloro e sopra da una ghirlanda.» Questo emblema è riportato su una croce astile in lamina d'argento del 1423.
Il gonfalone è un drappo di bianco con la bordatura di azzurro.

## Monumenti e luoghi d'interesse

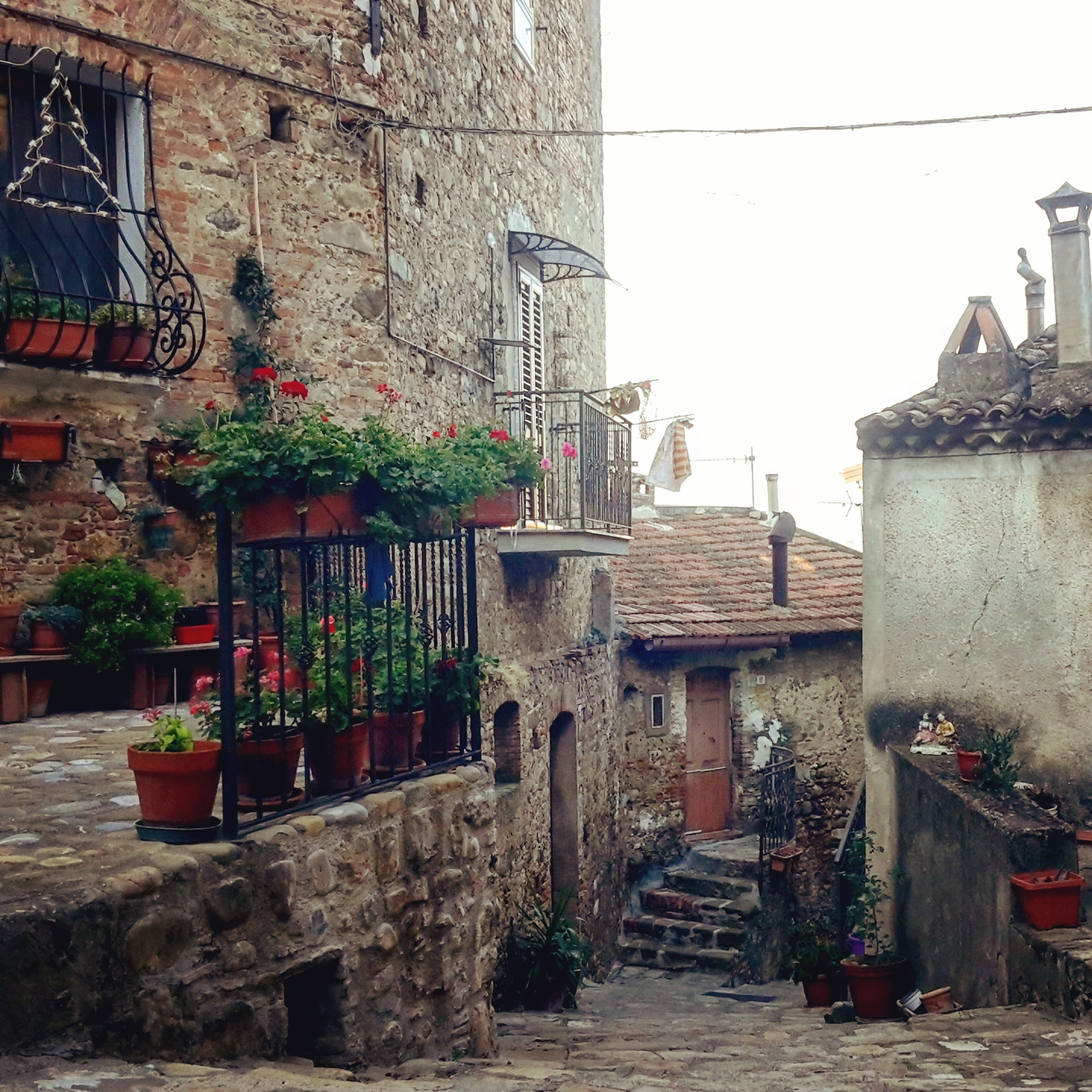
Palazzo De Petrocellis-Claps

- Chiesa madre San Nicola vescovo, risalente al 1578
- Chiesa Madonna delle Grazie, realizzata nel 1613 dal Pietrafesa
- Chiesa di San Rocco
- Castello, è con l'anno 1154 che abbiamo il primo documento che parla espressamente di un castello a Missanello ed è grazie alla ricognizione che il re Ruggero II aveva commissionato a un geografo arabo, Edrisi
- Torre dell'orologio
- Monumento ai caduti di Missanello
- Palazzo Alianelli
- Palazzo De Petrocellis-Claps
- Palazzo Bernardi
- Contrada Piano Mulino

## Società

### Evoluzione demografica
Abitanti censiti

## Economia
L'economia si fonda soprattutto sull'olivicoltura, che occupa una superficie superiore a 250 ettari (che rappresenta più del 10% dell'intero territorio comunale), dove vegeta la secolare cultivar "maiatica".